# Saint-Cybranet
Saint-Cybranet è un comune francese di 382 abitanti situato nel dipartimento della Dordogna nella regione della Nuova Aquitania.

## Società

### Evoluzione demografica
Site de Saint-Cybranet
Abitanti censiti